# Ligne 121 (chemin de fer slovaque)
La ligne 121 des chemins de fer slovaques relie Nové Mesto nad Váhom à la frontière entre la Slovaquie et la République tchèque à hauteur de Vrbovce.

## Ouvrages d'art

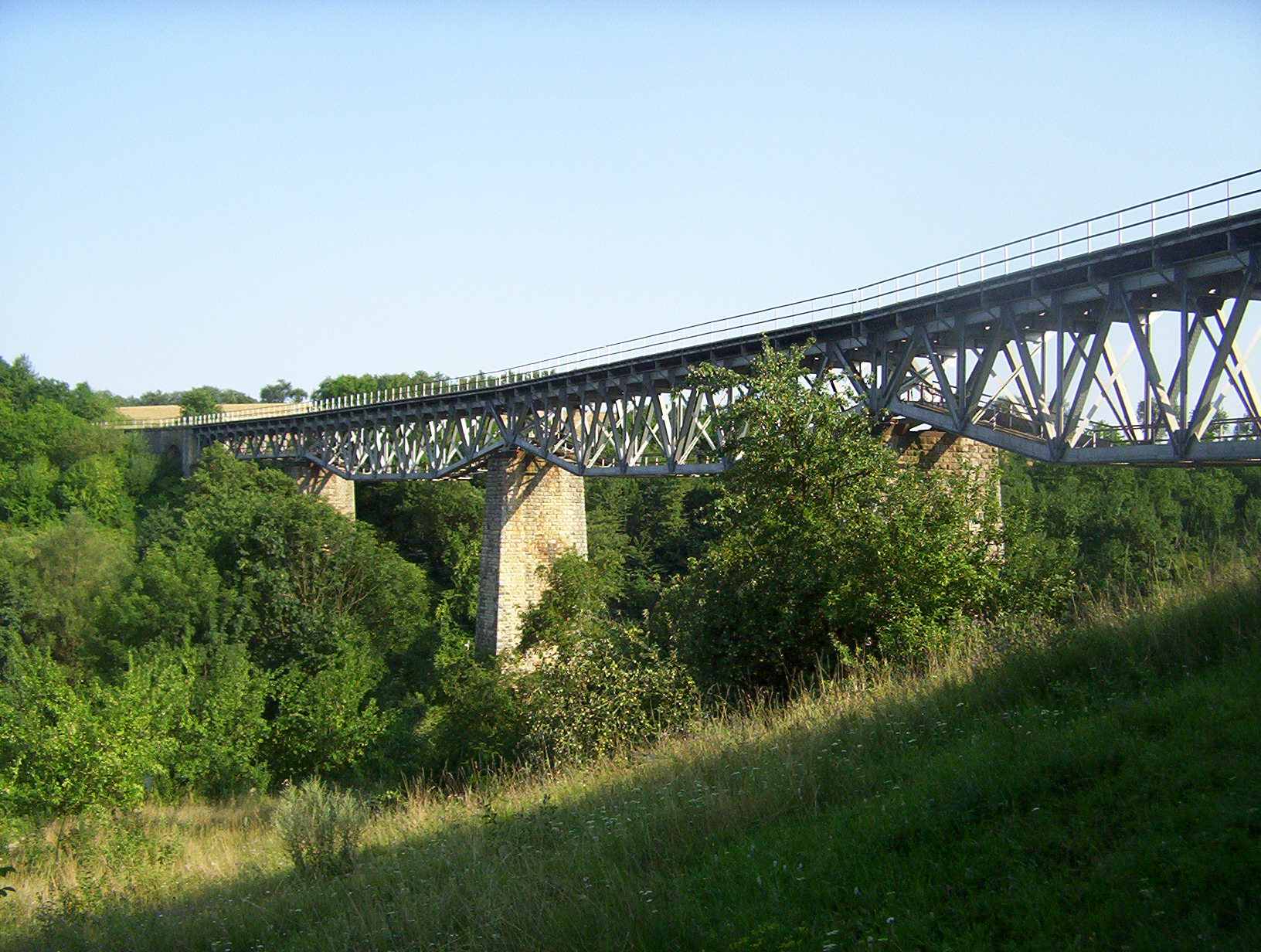
Pont près de Myjava

- Čachtický tunel - Longueur 250 m
- Poriadsky tunel - Longueur 486 m
- Tunnel Général Milan Rastislav Štefánik - Longueur 2 421 m

## Histoire

### Mise en service à une voie
- Nové Mesto nad Váhom - Myjava 1er septembre 1929[2].
- Myjava - Lipov (CZ) 8 décembre 1927[3].